# رامبودا
رامبودا (به لاتین: Ramboda) یک منطقهٔ مسکونی در سری‌لانکا است که در ناحیه نووارا الییا واقع شده‌است.